# Марцинковиці (Олавський повіт)
Марцинковиці (пол. Marcinkowice) — село в Польщі, у гміні Олава Олавського повіту Нижньосілезького воєводства.
Населення — 1724 особи (2011).
У 1975-1998 роках село належало до Вроцлавського воєводства.

## Демографія
Демографічна структура станом на 31 березня 2011 року:
|          | Загалом | Допрацездатний вік | Працездатний вік | Постпрацездатний вік |
| -------- | ------- | ------------------ | ---------------- | -------------------- |
| Чоловіки | 842     | 210                | 579              | 53                   |
| Жінки    | 882     | 198                | 550              | 134                  |
| Разом    | 1724    | 408                | 1129             | 187                  |